# Esporte Clube Taquaral
Esporte Clube Taquaral foi uma agremiação esportiva da cidade de Maricá, estado do Rio de Janeiro, fundada a 21 de abril de 1982.

## História
Após disputar os campeonatos amadores promovidos pela liga de sua cidade, o Verdão, como é conhecido, estreou no profissionalismo ao disputar a Terceira Divisão de 1998. A campanha no entanto não foi boa e a agremiação acabou em último lugar no seu grupo na primeira fase, sendo logo eliminada.
Volta em 1999, na mesma divisão, se classificando em segundo em seu grupo na primeira fase. Na seguinte, foi eliminado, ao ficar em último, acabando na classificação geral em nono lugar.
Em 2000, disputa a Quarta Divisão, uma competição que ocorria já no fim do segundo semestre, para clubes que não tinham podido se inscrever a tempo de disputar a Terceira, que normalmente começa no meio do ano. Finaliza em quinto no campeonato com uma campanha apenas regular.
Advém um período de licença das competições profissionais que dura até 2003, quanto volta na Terceira Divisão. É segundo na fase inicial em seu grupo. Na seguinte, acaba em sexto e é eliminado.
Disputa ainda a Copa Rio de 2005, fazendo má campanha e terminando em último lugar no seu grupo.

## Estatísticas

### Participações
| Competição          | Temporadas | Melhor campanha    | Estreia | Última | P | R |
| ------------------- | ---------- | ------------------ | ------- | ------ | - | - |
| Série B2 do Carioca | 3          | 6º colocado (2003) | 1998    | 2003   | – | – |
| Série C do Carioca  | 1          | 5º colocado (2000) | 2000    | 2000   | – | – |